# Parauta
Parauta település Spanyolországban, Málaga tartományban. Parauta Ronda, Tolox, Istán, Benahavís, Igualeja és Cartajima községekkel határos. Lakosainak száma 281 fő (2024).

## Népesség
A település népessége az elmúlt években az alábbi módon változott:
| Lakosok száma | 215  | 245  | 252  | 231  | 242  | 251  | 209  | 251  | 272  | 281  |
|               | 2001 | 2004 | 2007 | 2009 | 2012 | 2014 | 2017 | 2019 | 2022 | 2024 |